# Cranaus albipustulatus
Cranaus albipustulatus is een hooiwagen uit de familie Cranaidae.